# Jiřičky
Jiřičky (německy Jischitschek) je malá vesnice, část obce Křelovice v okrese Pelhřimov. Nachází se asi 2,5 km na sever od Křelovic. V roce 2009 zde bylo evidováno 10 adres. V roce 2001 zde trvale žilo 7 obyvatel. Žije zde 10 obyvatel.
Jiřičky je také název katastrálního území o rozloze 2,33 km2.

## Historie
První písemná zmínka o obci pochází z roku 1379.

## Pamětihodnosti
- Kaplička
- Pamětní kámen stojí u kapličky
- špýchar u čp. 1[3]